# Campeonato Paulista de Futebol de Salão
O Campeonato Paulista de Futebol de Salão AMF é o torneio oficial de futebol de salão no Estado de São Paulo, sendo organizado pela Federação São Paulo de Futebol de Salão. Regido nas regras FIFUSA/AMF, atualmente é o torneio mais importante desta modalidade no país; conferindo aos campeões, o direito de representar o Brasil em torneios internacionais como o Campeonato Sul-Americano de Clubes de Futebol de Salão e outros.

## Últimas edições

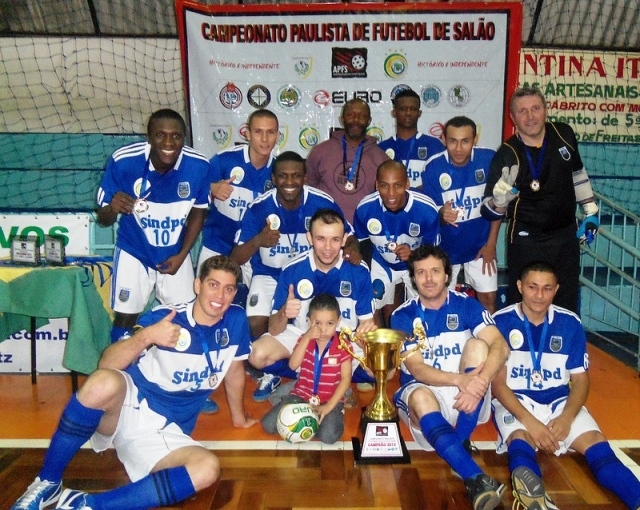
Equipe principal masculino do Sindpd, bicampeã paulista em 2013.

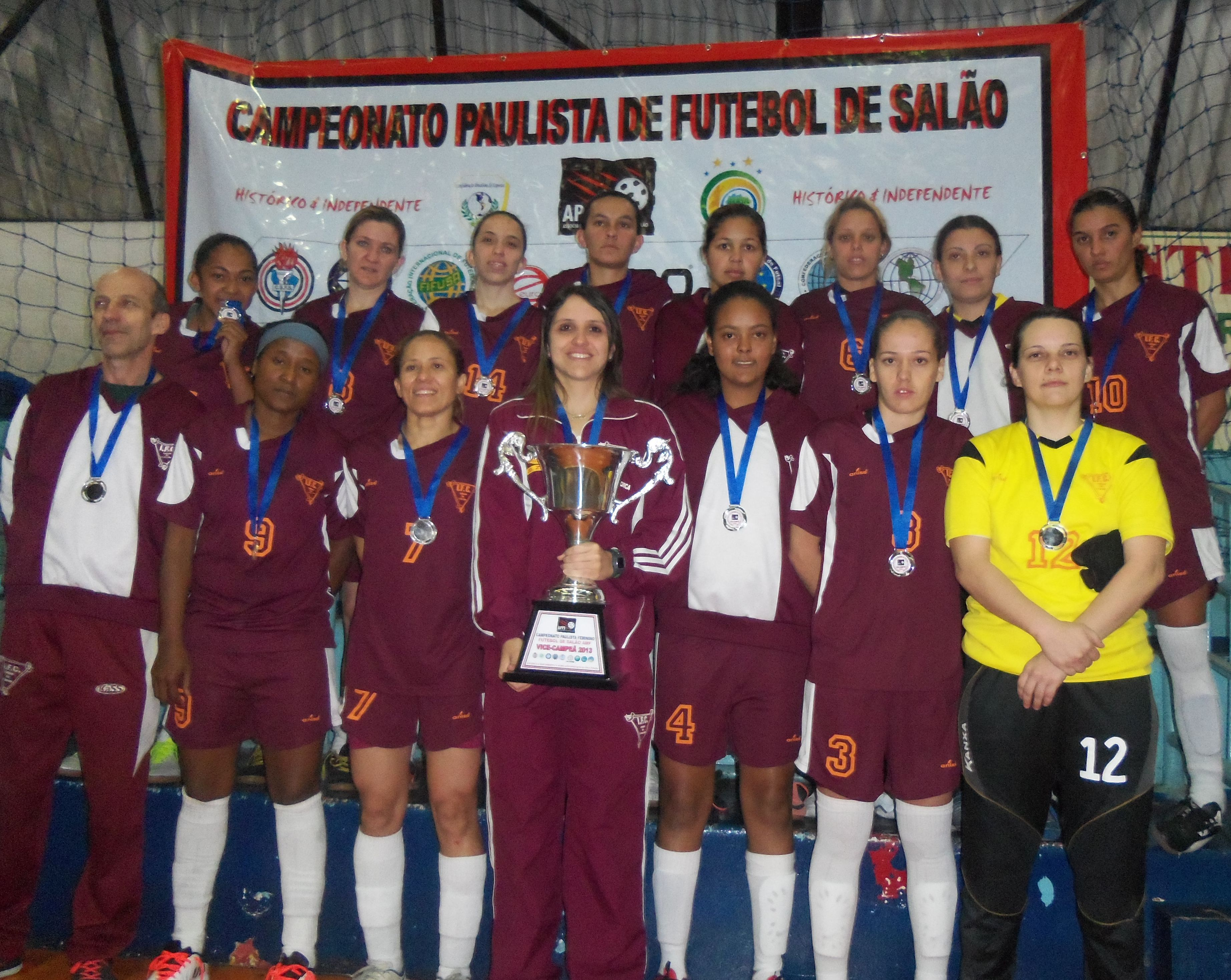
Equipe principal feminino do Independente, vice-campeã paulista em 2013.

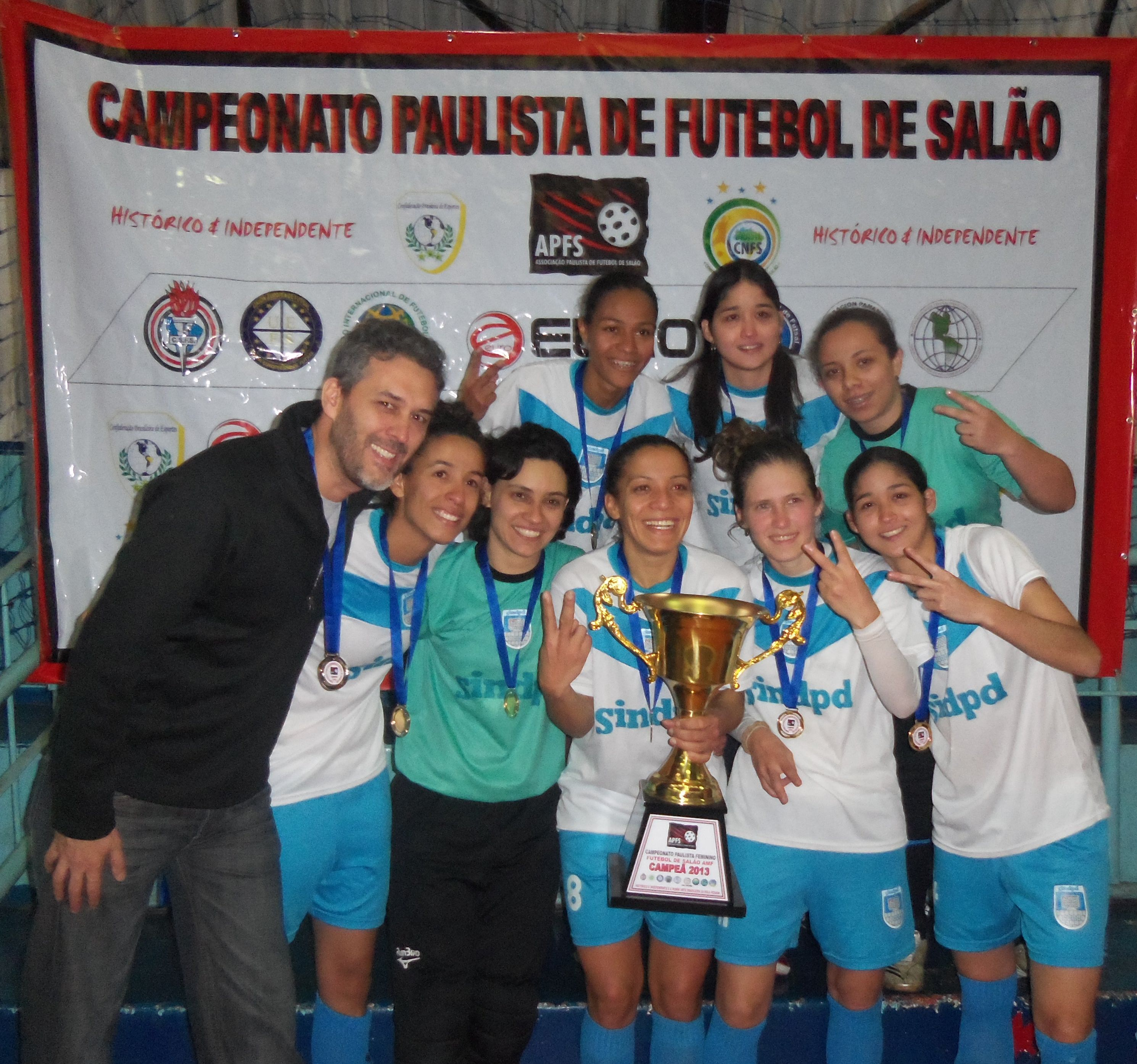
Equipe principal feminino do Sindpd, bicampeã paulista em 2013.

Principal Masculino
| Ano             | Campeão | Vice-campeão       |
| --------------- | ------- | ------------------ |
| 2012 (detalhes) | Sindpd  | Independente       |
| 2013 (detalhes) | Sindpd  | Campo Belo         |
| 2014 (detalhes) | Sindpd  | Campo Belo/Indiano |
| 2015 (detalhes) | Sindpd  | São Luiz Futsal    |

Principal Feminino
| Ano             | Campeão         | Vice-campeão |
| --------------- | --------------- | ------------ |
| 2013 (detalhes) | Sindpd          | Independente |
| 2014 (detalhes) | São Luiz Futsal | Sindpd       |
| 2015 (detalhes) | Ituano/Seme     | Sindpd       |